# (7745) 1987 DB6
A (7745) 1987 DB6 a Naprendszer kisbolygóövében található aszteroida. Henri Debehogne fedezte fel 1987. február 22-én.